# Vale of Pewsey
Vale of Pewsey är en dal i Storbritannien.   Den ligger i riksdelen England, i den södra delen av landet, 120 km väster om huvudstaden London.